# Bahnhof Miltenberg
Der Bahnhof Miltenberg, ehemals Miltenberg Nord, ist ein Bahnhof in der bayerischen Kreisstadt Miltenberg. Er besitzt heute drei Bahnsteiggleise und wird täglich von ungefähr 60 Zügen der Westfrankenbahn, einer Tochtergesellschaft der Deutschen Bahn, bedient. Der Bahnhof liegt an der Bahnstrecke Miltenberg West–Wertheim und ist Ausgangspunkt der Züge auf der in Miltenberg West beginnenden Bahnstrecke Seckach–Miltenberg. Er war von 1906 an zunächst ein Haltepunkt und ersetzte im Personenverkehr 1977 nach einer Erweiterung den Kopfbahnhof Miltenberg Hbf.

Lage der Miltenberger Bahnhöfe

## Vorgeschichte
Der erste Bahnhof in Miltenberg, später als Miltenberg Hbf bezeichnet, wurde am 12. November 1876 mit der Bahnstrecke von Aschaffenburg Hauptbahnhof als Endbahnhof am Ufer des Mains, am Rand der Altstadt, eröffnet. Die bayerische Regierung ließ den Bahnhof dort errichten, da sie seinerzeit nicht an einer Fortsetzung der Bahnstrecke in das badische Wertheim interessiert war.
Die Bahnstrecke nach Wertheim wurde gebaut und 1906 bis 1912 eröffnet. Deren Einleitung in den bestehenden Bahnhof von Miltenberg konnte nicht in Richtung Aschaffenburg erfolgen, da die dicht bebaute Altstadt störte. Auch für eine „normale“ Einführung der Strecke in den Kopfbahnhof Miltenberg Hauptbahnhof fehlte der Platz für den notwendigen Gleisbogen, da der Main vorher noch gequert werden musste. Für Züge von Wertheim nach Aschaffenburg war ein recht aufwändiger Betrieb erforderlich: Sie hielten zunächst in Miltenberg Nord, fuhren dann auf der Strecke in Richtung Aschaffenburg und setzten nach einem Betriebshalt am Abzweig Miltenberg West nach Miltenberg Hbf zurück, der Kopfbahnhof blieb. Anschließend fuhren sie nach erneutem Fahrtrichtungswechsel nach Aschaffenburg weiter.

## Neubau in den 1970er Jahren

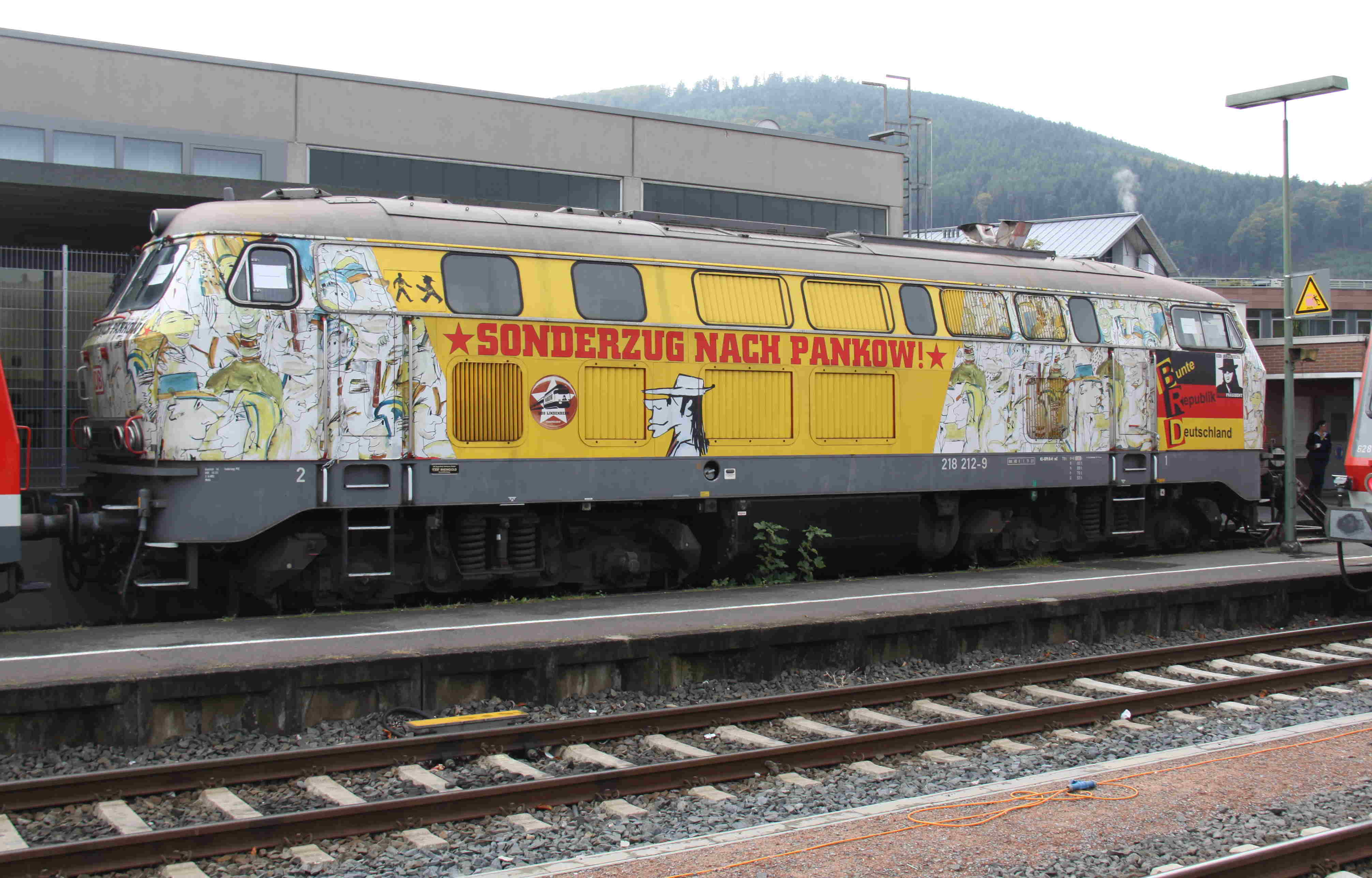
218 212 vor der Güterhalle

In den 1960er Jahren untersuchte die Deutsche Bundesbahn verschiedene Pläne, um den Betrieb weniger umständlich abwickeln zu können. Eine kleine Variante sah die Beibehaltung des Kopfbahnhofs und einen Ausbau des Bahnhofs Miltenberg Nord für durchgehende Züge zwischen Aschaffenburg und Wertheim vor, eine umfassende Variante die vollständige Verlegung des Betriebs zum Nordbahnhof.
In den 1970er Jahren wurde eine Kombination beider Alternativen verwirklicht und im Jahr 1973 eine neue Güterhalle fertiggestellt. Der Bau von Personenverkehrsanlagen begann erst 1975. Ab dem 22. Mai 1977 bedienten alle Reisezüge nur noch Miltenberg Nord, er bekam den Namen Bahnhof Miltenberg. Die noch vorhandenen Anlagen in Miltenberg Hbf wurden für den Güterverkehr weitergenutzt. Intern wurde die Betriebsstelle fortan als Miltenberg Gbf („Miltenberg Güterbahnhof“) geführt.

## Infrastruktur

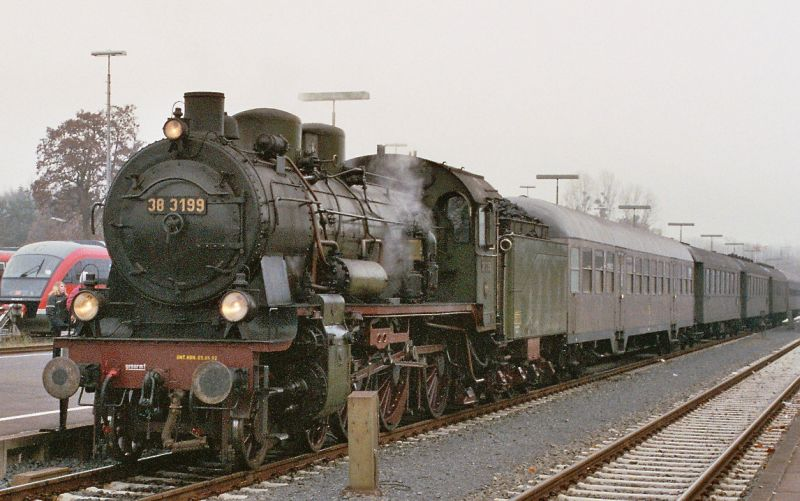
Lokomotive der Baureihe P8 bei einer Sonderfahrt nach Michelstadt

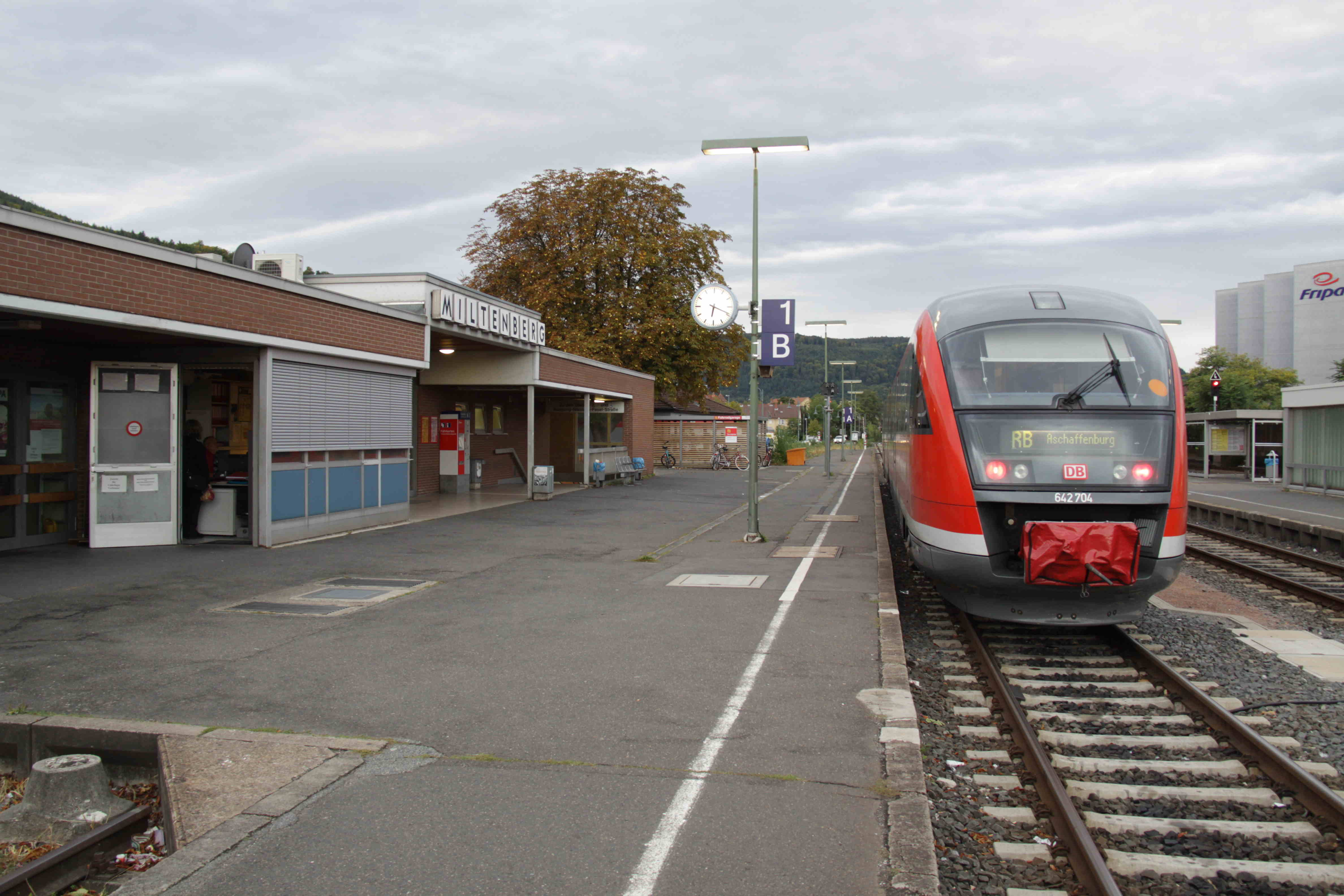
Blick Richtung Aschaffenburg

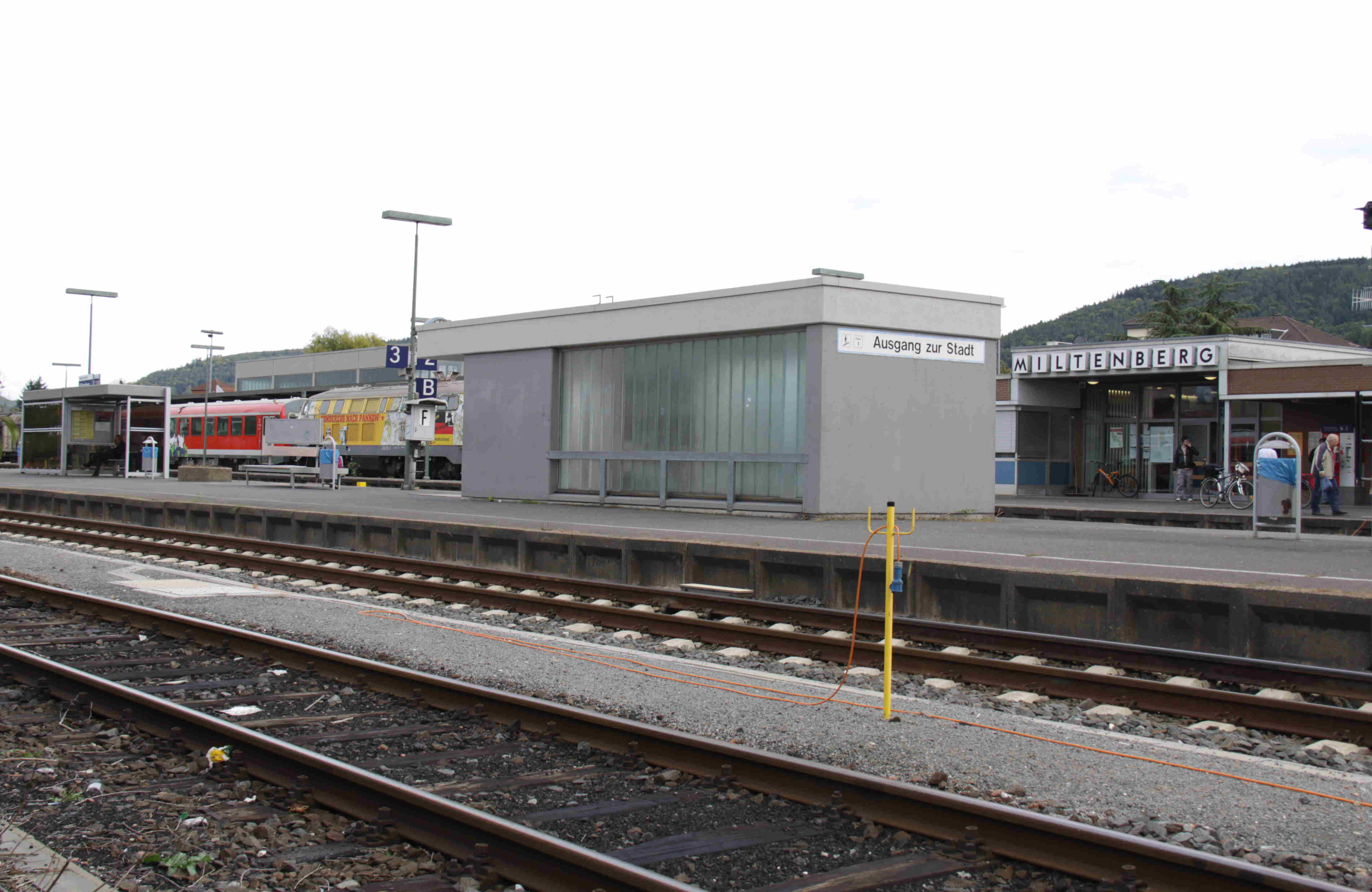
Gleisseite

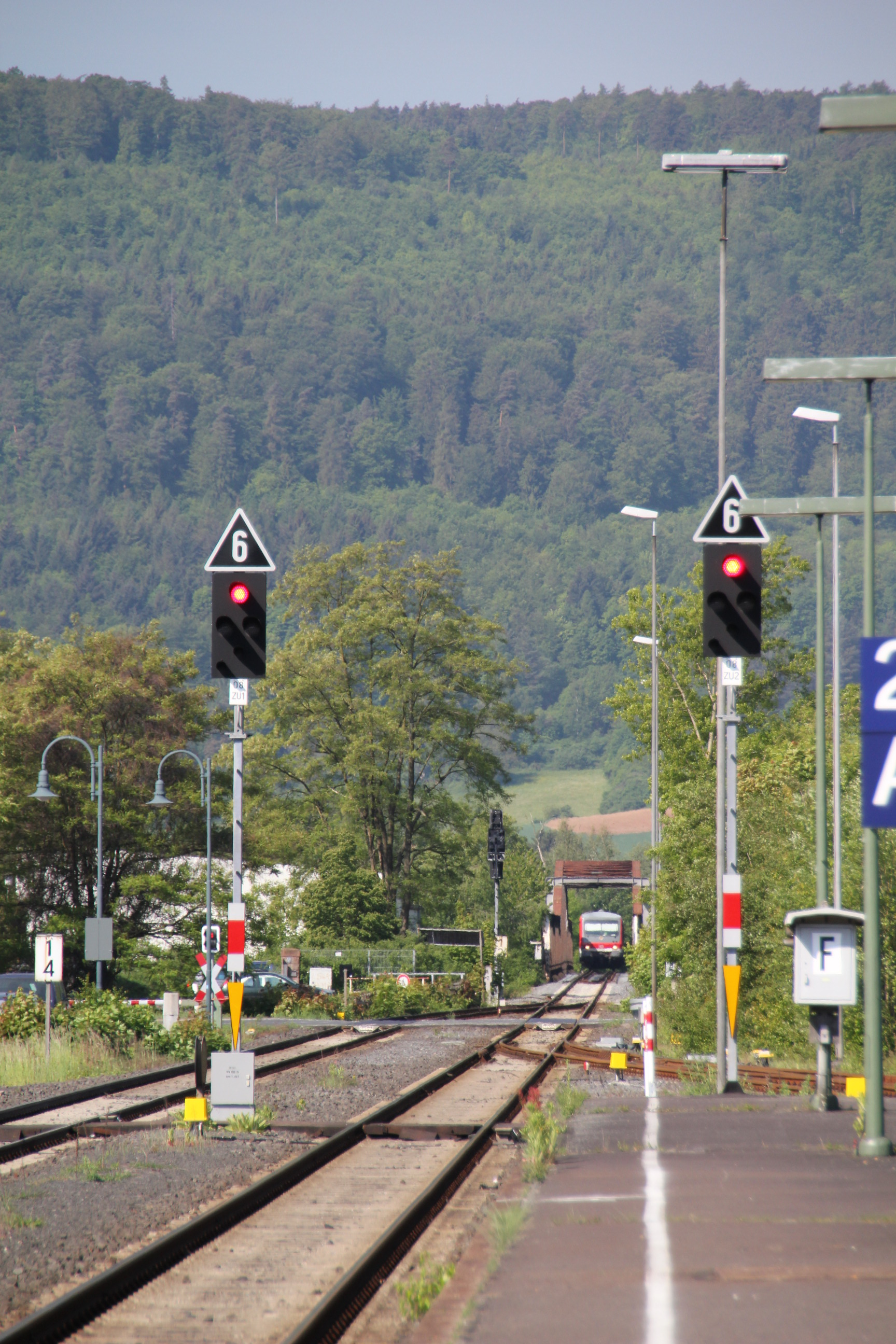
Ausfahrt Richtung Amorbach/Aschaffenburg im Mai 2011

Der Bahnhof besitzt drei Bahnsteiggleise, wobei sich das Gleis 1 am Hausbahnsteig befindet. Der Bahnhof Miltenberg ist mit Aufzügen behindertengerecht ausgebaut, der Mittelbahnsteig mit den Gleisen 2 und 3 ist mit einer Fußgängerunterführung mit dem Hausbahnsteig verbunden.
Bahnsteigdaten:
- Gleis 1: Höhe: 55 cm, Länge: 193 m
- Gleis 2: Höhe: 55 cm, Länge: 302 m
- Gleis 3: Höhe: 55 cm, Länge: 302 m[1]

## Verkehr
| Linie                    | Verlauf                                                      | Frequenz                                      |
| ------------------------ | ------------------------------------------------------------ | --------------------------------------------- |
| RE 87                    | (Crailsheim – Lauda –) Wertheim – Miltenberg – Aschaffenburg | stündlich                                     |
| RB 88                    | Miltenberg – Aschaffenburg                                   | stündlich                                     |
| RB 84                    | Miltenberg – Walldürn (– Seckach)                            | stündlich (Mo.–Fr.), zweistündlich (Sa., So.) |
| Stand: 13. Dezember 2020 |                                                              |                                               |

Ein Dampf-Sonderzug der Museumseisenbahn Hanau fährt jährlich am 1. Adventssonntag von Hanau über Aschaffenburg zu den Weihnachtsmärkten in Miltenberg und Amorbach.